# Smáralind
Smáralind está situada en el centro de la zona metropolitana de Reikiavik, la capital de Islandia. Es uno de los mayores centros comerciales de Islandia, con más de setenta tiendas, restaurantes y servicios. Se puede encontrar desde una sala de cine y una farmacia a una tienda de licores Vínbúð, dulcerías y restaurantes. Smáralind fue inaugurado el 10 de octubre de 2001 a las 10:10 GMT. Smáralind compite con otro centro comercial, Kringlan y el centro histórico de la ciudad de Reikiavik. Kringlan, Smáralind y el centro de Reikiavik están a pocos kilómetros de distancia por lo que la batalla por los clientes es difícil.